# 동경 37도
동경 37도(東經37度)는 본초 자오선에서 동쪽으로 37도 떨어진 경선이다. 북극점에서 시작하여 북극해, 유럽, 아시아, 아프리카, 인도양, 남극해, 남극을 거쳐 남극점에 이른다.
동경 37도는 서경 143도와 이어져 지구의 둘레를 이룬다.
북극점에서 남극점까지 동경 37도선은 다음 지역을 지나간다.
| 좌표                                                  | 나라, 지역, 해역 | 주석                                      |
| ----------------------------------------------------- | ---------------- | ----------------------------------------- |
| 북위 90° 0′ 동경 37° 0′  / 북위 90.000° 동경 37.000°  | 북극해           |                                           |
| 북위 80° 21′ 동경 37° 0′  / 북위 80.350° 동경 37.000° | 바렌츠해         | 러시아의 빅토리아섬의 동쪽 해역을 통과함  |
| 북위 68° 53′ 동경 37° 0′  / 북위 68.883° 동경 37.000° | 러시아           | 콜라반도                                  |
| 북위 66° 15′ 동경 37° 0′  / 북위 66.250° 동경 37.000° | 백해             |                                           |
| 북위 65° 10′ 동경 37° 0′  / 북위 65.167° 동경 37.000° | 러시아           | 오네가반도                                |
| 북위 64° 29′ 동경 37° 0′  / 북위 64.483° 동경 37.000° | 백해             | 오네가만                                  |
| 북위 63° 53′ 동경 37° 0′  / 북위 63.883° 동경 37.000° | 러시아           |                                           |
| 북위 50° 21′ 동경 37° 0′  / 북위 50.350° 동경 37.000° | 우크라이나       |                                           |
| 북위 46° 52′ 동경 37° 0′  / 북위 46.867° 동경 37.000° | 아조프해         |                                           |
| 북위 45° 23′ 동경 37° 0′  / 북위 45.383° 동경 37.000° | 러시아           | 타만반도                                  |
| 북위 45° 4′ 동경 37° 0′  / 북위 45.067° 동경 37.000°  | 흑해             |                                           |
| 북위 41° 17′ 동경 37° 0′  / 북위 41.283° 동경 37.000° | 튀르키예         |                                           |
| 북위 36° 45′ 동경 37° 0′  / 북위 36.750° 동경 37.000° | 시리아           |                                           |
| 북위 32° 25′ 동경 37° 0′  / 북위 32.417° 동경 37.000° | 요르단           |                                           |
| 북위 29° 54′ 동경 37° 0′  / 북위 29.900° 동경 37.000° | 사우디아라비아   |                                           |
| 북위 25° 24′ 동경 37° 0′  / 북위 25.400° 동경 37.000° | 홍해             |                                           |
| 북위 21° 26′ 동경 37° 0′  / 북위 21.433° 동경 37.000° | 수단             |                                           |
| 북위 17° 0′ 동경 37° 0′  / 북위 17.000° 동경 37.000°  | 에리트레아       | 6km 정도                                  |
| 북위 16° 56′ 동경 37° 0′  / 북위 16.933° 동경 37.000° | 수단             | 19km 정도                                 |
| 북위 16° 46′ 동경 37° 0′  / 북위 16.767° 동경 37.000° | 에리트레아       |                                           |
| 북위 14° 15′ 동경 37° 0′  / 북위 14.250° 동경 37.000° | 에티오피아       |                                           |
| 북위 4° 23′ 동경 37° 0′  / 북위 4.383° 동경 37.000°   | 케냐             |                                           |
| 남위 2° 40′ 동경 37° 0′  / 남위 2.667° 동경 37.000°   | 탄자니아         |                                           |
| 남위 11° 36′ 동경 37° 0′  / 남위 11.600° 동경 37.000° | 모잠비크         |                                           |
| 남위 18° 0′ 동경 37° 0′  / 남위 18.000° 동경 37.000°  | 인도양           |                                           |
| 남위 60° 0′ 동경 37° 0′  / 남위 60.000° 동경 37.000°  | 남극해           |                                           |
| 남위 69° 38′ 동경 37° 0′  / 남위 69.633° 동경 37.000° | 남극             | 퀸모드랜드, 노르웨이가 영유권을 주장한다. |

## 같이 보기
- 동경 36도
- 동경 38도